# Oberea angustata
Oberea angustata là một loài bọ cánh cứng trong họ Cerambycidae.